# 타일러 앤더슨
타일러 앤더슨(Tyler Anderson, 1989년 12월 30일 ~ )는 미국의 야구 선수로 메이저 리그에 소속되어 있는 로스앤젤레스 다저스의 투수이다.

## 경력

### 메이저 리그 이전
1989년에 네바다주 라스베이거스에서 태어났다. 오리건 대학교 졸업 후 2011년에 있었던 MLB 드래프트에서 콜로라도 로키스에게 1라운드 전체 20순위로 지명을 받아 입단하게 된다.

### 콜로라도 로키스
2016년 6월 12일에 있었던 샌디에이고 파드레스전에서 메이저 리그에 선발 투수로 등판하여 6.1이닝 1실점으로 선전했다. 시즌 후반기에도 루키 선발 투수로서 안정된 모습을 유지하며 최종 성적 5승 6패 114.1이닝 3.54 ERA로 자신의 루키 시즌을 마감했다.
2017년에는 왼쪽 무릎 수술 때문에 시즌 중반 공백기를 겪었고 시즌 막판에 돌아와 15경기 선발 등판, 6승 6패 86이닝 4.81 ERA를 기록했다.
2018년 시즌에는 32경기 선발 등판하며 처음으로 선발 로테이션에 풀타임 포함되었고 규정 이닝 역시 데뷔 이후 처음으로 소화하였다(176이닝 투구). 7승 9패 164탈삼진 4.55 ERA의 시즌 최종 성적을 기록하며 로키스 4선발다운 면모를 확실하게 보여주었다.